# Lista zabytków w Marsaxlokk
To jest lista zabytków w miejscowości Marsaxlokk na Malcie, które są umieszczone na liście National Inventory of the Cultural Property of the Maltese Islands.

## Lista
| Nazwa zabytku                               | Lokalizacja                              | Współrzędne                                   | Nr na liście NICPMI | Zdjęcie |
| ------------------------------------------- | ---------------------------------------- | --------------------------------------------- | ------------------- | ------- |
| Wieża św. Lucjana                           | Triq il-Qajjenza, Marsaxlokk Bay         | 35°49′49,2″N 14°32′36,4″E/35,830344 14,543441 | 00022               |         |
| Tas-Silġ                                    | Triq Xrobb L-Għaġin                      | 35°50′45,2″N 14°33′07,1″E/35,845896 14,551979 | 00023               |         |
| Villa Agius Catania                         | 4 Triq il-Wilġa                          | 35°50′28,2″N 14°32′49,3″E/35,841160 14,547036 | 01181               |         |
| "Corner Premises"                           | 41 Triq San Ġużepp                       | 35°50′29,9″N 14°32′39,9″E/35,841641 14,544407 | 01182               |         |
| "Casa Helbert"                              | 65 Triq Santa Katerina / Triq San Ġużepp | 35°50′31,3″N 14°32′40,3″E/35,842016 14,544532 | 01183               |         |
| Xrop l-Għagin Entrenchment                  | Triq Xrop l-Għagin                       | 35°50′27,8″N 14°34′14,6″E/35,841044 14,570729 | 1404                |         |
| Bateria Tombrell                            | It-Tombrell, Delimara                    | 35°49′43,7″N 14°33′47,8″E/35,828801 14,563280 | 1405                |         |
| Bateria Wilġa                               | Triq Ta’ Wilġa                           | 35°50′10,2″N 14°33′07,9″E/35,836174 14,552189 | 1406                |         |
| Wieża Vendôme                               | Xatt is-Sajjieda / Triq il-Kavalleriżża  | 35°50′13,9″N 14°32′39,6″E/35,837204 14,544321 | 1407                |         |
| Kościół Matki Boskiej Śnieżnej "Tas-Silġ"   | Triq Delimara                            | 35°50′39,5″N 14°33′08,5″E/35,844300 14,552369 | 1745                |         |
| Kaplica św. Pawła Rozbitka                  | Triq Xrobb L-Għaġin / Munxar Hill        | 35°50′38,7″N 14°33′52,0″E/35,844076 14,564450 | 1746                |         |
| Nisza św. Katarzyny                         | 44 Xatt is-Sajjieda / Triq iż-Żejtun     | 35°50′28,1″N 14°32′42,0″E/35,841142 14,544992 | 1747                |         |
| Statua św. Andrzeja                         | Pjazza l-Madonna ta’ Pompei              | 35°50′28,9″N 14°32′42,4″E/35,841369 14,545101 | 1748                |         |
| Kościół parafialny pw. Matki Bożej z Pompei | Pjazza l-Madonna ta’ Pompei              | 35°50′29,8″N 14°32′40,4″E/35,841612 14,544569 | 1749                |         |
| Nisza św. Wincentego Ferreriusza            | Xatt is-Sajjieda / Triq San Pju V        | 35°50′19,3″N 14°32′37,0″E/35,838703 14,543600 | 1750                |         |
| Nisza św. Józefa                            | 126 Xatt is-Sajjieda / Triq is-Salvatur  | 35°50′17,1″N 14°32′38,1″E/35,838073 14,543908 | 1751                |         |
| Nisza Zbawiciela                            | 31 Triq is-Salvatur / Triq Sant’ Antnin  | 35°50′17,5″N 14°32′35,2″E/35,838196 14,543106 | 1752                |         |
| Nisza Madonny z Dzieciątkiem                | 29 Triq is-Salvatur / Triq Sant’ Antnin  | 35°50′17,4″N 14°32′35,6″E/35,838178 14,543223 | 1753                |         |
| Nisza św. Anny                              | 5-7 Xatt is-Sajjieda                     | 35°50′28,6″N 14°32′47,4″E/35,841275 14,546509 | 1754                |         |
| Nisza św. Józefa                            | 65 Triq Santa Katerina / Triq San Ġużepp | 35°50′31,2″N 14°32′40,1″E/35,842005 14,544480 | 1755                |         |
| Kościół św. Piotra Męczennika               | 47 Triq iż-Żejtun                        | 35°50′34,7″N 14°32′28,1″E/35,842971 14,541131 | 1756                |         |
| Nisza (kapliczka) Zbawiciela                | Triq iż-Żejtun / Triq it-Torri           | 35°50′48,1″N 14°32′06,1″E/35,846698 14,535034 | 1757                |         |